# Das Model
Das Model – utwór muzyczny niemieckiego zespołu elektronicznego Kraftwerk, wydany w 1978 roku na ich płycie Die Mensch-Maschine. Na pierwszym wydaniu albumu tytuł był zapisany jako „Das Modell”, natomiast anglojęzyczna wersja piosenki została wydana międzynarodowo pod tytułem „The Model”.
Piosenkę napisali Ralf Hütter i Karl Bartos, natomiast słowa wersji angielskiej napisał bliski współpracownik Kraftwerk, Emil Schult. Wokalnie w utworze udziela się Ralf, choć głos „Korrekt!” występujący po zdaniu „Sie trinkt im Nachtclub immer Sekt” należy do kelnera, który regularnie obsługiwał grupę w jednym z lokali w Düsseldorfie. Mężczyzna często używał tego wyrażenia obsługując gości, a zespół ostatecznie zaprosił go do studia i poprosił o nagranie głosu.
Utwór został wydany jako drugi singel z płyty Die Mensch-Maschine pod koniec 1978 roku i spotkał się wówczas z małym sukcesem. W 1981 roku zespół wydał „The Model” na stronie B singla „Computer Love”, który dotarł do 36. miejsca na brytyjskiej liście sprzedaży. Kiedy didżeje zaczęli bardziej interesować się nagraniem ze strony B, wytwórnia EMI zdecydowała się pod koniec roku wydać singel ponownie, tym razem umieszczając „The Model” na stronie A i na początku 1982 roku piosenka zdobyła szczyt listy singlowej w Wielkiej Brytanii. Wówczas dotarła też do top 10 w Niemczech oraz Irlandii i obecnie pozostaje największym przebojem zespołu. W późniejszych latach liczni wykonawcy nagrali własne covery utworu.

## Lista ścieżek
- Singel 7-calowy (Wersja niemiecka, 1978)

A. „Das Model” – 3:39
B. „Neonlicht” – 3:21
- Singel 7-calowy (Wersja angielska, 1981)

A. „The Model” – 3:39
B. „Computer Love” – 3:45

## Pozycje na listach
| Kraj            | Pozycja |
| --------------- | ------- |
| Holandia        | 41      |
| Irlandia        | 4       |
| Niemcy          | 7       |
| Wielka Brytania | 1       |

## Wersja Rammstein
Niemiecki zespół Rammstein wydał cover utworu Kraftwerk pt. „Das Modell” jako singel w 1997 roku. Na singlu znalazły się dwa kolejne niepublikowane wcześniej utwory oraz specjalna gra komputerowa dostępna w systemie Microsoft Windows.

### Lista ścieżek
- Singel CD

1. „Das Modell” – 4:46
2. „Kokain” – 3:09
3. „Alter Mann” (Special Version) – 4:22

+ „Rammstein Computerspiel für Windows”

### Twórcy
- Till Lindemann – śpiew
- Richard Kruspe – gitara elektryczna, śpiew
- Paul Landers – gitara rytmiczna
- Oliver Riedel – gitara basowa
- Christoph Schneider – perkusja
- Christian Lorenz – keyboard

### Pozycje na listach
| Kraj    | Pozycja |
| ------- | ------- |
| Austria | 18      |
| Niemcy  | 5       |
| Szwecja | 41      |

## Inne covery
- Zespół Big Black nagrał anglojęzyczny cover utworu na album Songs About Fucking z 1987 roku.
- Projekt muzyczny Sopor Aeternus & The Ensemble of Shadows nagrał łacińską wersję piosenki pod tytułem „Modela est” na album Voyager – The Jugglers of Jusa (1997).
- Zespół Zoot Woman umieścił cover „The Model” na płycie Living in a Magazine (2001)[10].
- Zespół Partia zamieścił cover „Das Model” na albumie Szminka i krew z 2002 roku.
- The Cardigans nagrali „Das Model” w 2003 na singel „For What It’s Worth”.
- Fiński zespół Eläkeläiset nagrał własną wersję na EP-kę Das Humppawerk (2006).
- Polski YouTuber Cyber Marian wydał swoją wersję tego utworu pt. „Das Maluch” w 2016 roku.